# 1667년
1667년은 토요일로 시작하는 평년이다.

## 연호
- 동녕(東寧) 영력(永曆) 21년
- 청(淸) 강희(康熙) 6년
- 일본(日本) 간분(寛文) 7년
- 후 레 왕조(後黎朝) 까인찌(景治) 5년
- 막 왕조(莫朝) 투언득(順德) 30년

## 기년
- 동녕(東寧) 연평문왕(延平文王) 5년
- 류큐(琉球) 쇼시쓰왕(尚質王) 20년
- 청(淸) 성조 강희제(聖祖 康熙帝) 6년
- 조선(朝鮮) 현종(顯宗) 8년
- 후 레 왕조(後黎朝) 현종(玄宗) 5년

## 사건
- 7월 13일 - 교황 클레멘스 9세, 238대 로마 교황 취임.

## 탄생
- 5월 15일 - 조선 19대 국왕 숙종의 제 1계비 인현왕후
- 8월 6일 - 스위스의 수학자 요한 베르누이
- 10월 28일 - 스페인의 왕비 마리아 아나 폰 팔츠노이부르크
- 11월 30일 - 영국계 아일랜드의 소설가이자 성직자 조너선 스위프트

## 사망
- 5월 22일 - 교황 알렉산데르 7세, 237대 로마 교황.